# Marches
Marches är en kommun i departementet Drôme i regionen Auvergne-Rhône-Alpes i sydöstra Frankrike. Kommunen ligger i kantonen Bourg-de-Péage som tillhör arrondissementet Valence. År 2022 hade Marches 867 invånare.

## Befolkningsutveckling
Antalet invånare i kommunen Marches
Referens:INSEE